# THE BEACHES
THE BEACHES（ザ・ビーチズ）は日本のロックバンド。以前はTHE JERRY LEE PHANTOM（ザ・ジェリーリーファントム）の名で活動していた。2006年よりTHE BEACHESとして活動をスタート。同時にメンバーもそれぞれ個人名表記を変更したが、2006年時点でのJERRY LEE PHANTOMと同一メンバーで構成される。自主レーベル＆マネージメントオフィスPUNK★THE★DISCOに所属。自主企画イベントDISCO SANDINISTAを主催。

## メンバー
- ヒサシ the KID (Vo, Guitar) - DJとしても精力的に活動。過去にはCB&BTのメンバーとしても活動していた。
- r.u.ko (Keybords) - frillsの名義で、ソロとしても活動。
- TOMOTOMO club (Bass) - 2013年からはHermann H.&The Pacemakersのサポートメンバー、2018年から正規メンバーとしても活動。
- dij (Drums)

## ディスコグラフィー

### シングル
- POLICE & GIRLS & BOYS (2008年7月9日)
- Here Comes Summer Again (2016年12月25日)

### アルバム
- THE BEACHES (2006年5月17日)
- HANA HOU (2007年7月4日)
- ハイヒール　Hi Heel (2009年8月5日)

### アナログ盤
- POLICE & GIRLS & BOYS (2008年7月16日)
- 魚ごっこ (2010年7月28日)
- Here Comes Summer Again (2016年12月25日)